# Gonzalo Marronkle
Gonzalo Damián Marronkle (Bell Ville, Provincia de Córdoba, Argentina; 14 de noviembre de 1984) es un futbolista argentino. Juega de delantero y su equipo actual es Gimnasia y Esgrima de Mendoza, que disputa la Primera Nacional de Argentina.

## Estadísticas
| Lanús Argentina                                                                                         |               |               |     |    |   |    |    |     |     |      |      |
| 1.ª | 2002-03       | 1             | 0   | —  | — | —  | —  | 1   | 0   | 0,00 |      |
| 1.ª | 2003-04       | 3             | 0   | —  | — | —  | —  | 3   | 0   | 0,00 |      |
| Total club                                                                                              | Total club    | 4             | 0   | 0  | 0 | 0  | 0  | 4   | 0   | 0,00 |      |
| Defensa y Justicia Argentina                                                                            |               |               |     |    |   |    |    |     |     |      |      |
| 2.ª | 2004          | 5             | 0   | —  | — | —  | —  | 5   | 0   | 0,00 |      |
| Total club                                                                                              | Total club    | 5             | 0   | 0  | 0 | 0  | 0  | 5   | 0   | 0,00 |      |
| FC Porto «B» Portugal                                                                                   |               |               |     |    |   |    |    |     |     |      |      |
| 2.ª | 2005          | 15            | 8   | —  | — | —  | —  | 15  | 8   | 0,53 |      |
| Total club                                                                                              | Total club    | 15            | 8   | 0  | 0 | 0  | 0  | 15  | 8   | 0,53 |      |
| FC Marco Portugal                                                                                       |               |               |     |    |   |    |    |     |     |      |      |
| 2.ª | 2006          | 12            | 0   | —  | — | —  | —  | 12  | 0   | 0,00 |      |
| Total club                                                                                              | Total club    | 12            | 0   | 0  | 0 | 0  | 0  | 12  | 0   | 0,00 |      |
| GD Chaves Portugal                                                                                      |               |               |     |    |   |    |    |     |     |      |      |
| 2.ª | 2006-07       | 26            | 0   | —  | — | —  | —  | 26  | 0   | 0,00 |      |
| Total club                                                                                              | Total club    | 26            | 0   | 0  | 0 | 0  | 0  | 26  | 0   | 0,00 |      |
| Portimonense SC Portugal                                                                                |               |               |     |    |   |    |    |     |     |      |      |
| 2.ª | 2007-08       | ?             | 7   | —  | — | —  | —  | ?   | 7   | ?    |      |
| 2.ª | 2008-09       | ?             | 2   | —  | — | —  | —  | ?   | 2   | ?    |      |
| Total club                                                                                              | Total club    | 54            | 9   | 0  | 0 | 0  | 0  | 54  | 9   | 0,17 |      |
| Hanoi T&T FC Vietnam                                                                                    |               |               |     |    |   |    |    |     |     |      |      |
| 1.ª | 2010          | 27            | 9   | —  | — | —  | —  | 27  | 9   | 0,33 |      |
| 1.ª | 2011          | 22            | 12  | —  | — | 3  | 1  | 25  | 13  | 0,52 |      |
| 1.ª | 2012          | 25            | 9   | —  | — | —  | —  | 25  | 9   | 0,36 |      |
| 1.ª | 2013          | 22            | 14  | —  | — | —  | —  | 22  | 14  | 0,64 |      |
| 1.ª | 2014          | 20            | 13  | 1  | 0 | 8  | 4  | 29  | 17  | 0,59 |      |
| 1.ª | 2015          | 21            | 11  | —  | — | 2  | 2  | 23  | 13  | 0,57 |      |
| 1.ª | 2016          | 21            | 11  | 1  | 0 | 2  | 1  | 24  | 12  | 0,50 |      |
| 1.ª | 2017          | 7             | 0   | 1  | 1 | 4  | 3  | 12  | 4   | 0,33 |      |
| Total club                                                                                              | Total club    | 165           | 79  | 3  | 1 | 19 | 11 | 187 | 91  | 0,49 |      |
| Ho Chi Minh City FC Vietnam                                                                             |               |               |     |    |   |    |    |     |     |      |      |
| 1.ª | 2018          | 5             | 0   | —  | — | —  | —  | 5   | 0   | 0,00 |      |
| Total club                                                                                              | Total club    | 5             | 0   | 0  | 0 | 0  | 0  | 5   | 0   | 0,00 |      |
| Gimnasia (M) Argentina                                                                                  |               |               |     |    |   |    |    |     |     |      |      |
| 2.ª | 2019-20       | 5             | 1   | —  | — | —  | —  | 5   | 1   | 0,20 |      |
| Total club                                                                                              | Total club    | 5             | 1   | 0  | 0 | 0  | 0  | 5   | 1   | 0,20 |      |
| Total carrera                                                                                           | Total carrera | Total carrera | 291 | 97 | 3 | 1  | 19 | 11  | 313 | 109  | 0,35 |
| (1) Incluye datos de Supercopa de Vietnam. (2) Incluye datos de Copa AFC y Liga de Campeones de la AFC. |               |               |     |    |   |    |    |     |     |      |      |

## Palmarés

### Títulos nacionales
| Título     | Club         | País    | Año  |
| ---------- | ------------ | ------- | ---- |
| V.League 1 | Hanoi T&T FC | Vietnam | 2010 |
| V.League 1 | Hanoi T&T FC | Vietnam | 2013 |
| V.League 1 | Hanoi T&T FC | Vietnam | 2016 |

### Distinciones individuales
| Distinción                            | Año  |
| ------------------------------------- | ---- |
| Goleador de la V.League 1 (14 goles). | 2013 |